# Koprivštica
Koprivštica (búlgaro:Копривщица) é uma cidade da Bulgária, localizada no distrito de Sófia. A sua população era de 2,405 habitantes segundo o censo de 2010.

## População
| Koprivštica | Koprivštica | Koprivštica | Koprivštica | Koprivštica | Koprivštica | Koprivštica | Koprivštica | Koprivštica | Koprivštica | Koprivštica | Koprivštica | Koprivštica | Koprivštica | Koprivštica | Koprivštica | Koprivštica | Koprivštica | Koprivštica | Koprivštica |
| --- | ----------- | ----------- | ----------- | ----------- | ----------- | ----------- | ----------- | ----------- | ----------- | ----------- | ----------- | ----------- | ----------- | ----------- | ----------- | ----------- | ----------- | ----------- | ----------- |
| Ano | 1887        | 1910        | 1934        | 1946        | 1956        | 1965        | 1975        | 1985        | 1992        | 2001        | 2002        | 2003        | 2004        | 2005        | 2006        | 2007        | 2008        | 2009        | 2010        |
| População |             |             |             | 2,475       | 3,154       | 3,211       | 3,316       | 3,251       | 3,132       | 2,669       | 2,643       | 2,599       | 2,557       | 2,538       | 2,527       | 2,490       | 2,453       | 2,423       | 2,405       |
| Fontes: Instituto Nacional de Estatísticas, „citypopulation.de“, „pop-stat.mashke.org“, Bulgarian Academy of Sciences |             |             |             |             |             |             |             |             |             |             |             |             |             |             |             |             |             |             |             |